# Demis Hassabis
Demis Hassabis, CBE, FRS, FREng, FRSA, född 27 juli 1976 i London, är en brittisk AI-forskare, neuroforskare, datorspelsdesigner, entreprenör och schackmästare. Han är en av grundarna av DeepMind som han även är vd för.
Tillsammans med David Baker och John M. Jumper tilldelades han Nobelpriset i kemi 2024. Hassabis och Jumper delade på halva priset för deras arbete med proteinstrukturprediktion.

## Biografi
Hassabis är son till en grekcypriotisk far och en singaporiansk mor. Han var ett underbarn i schack och nådde mästarnivå vid 13 års ålder. Han avslutade motsvarigheten till gymnasiet (A-levels) redan vid 16 års ålder och ombads då av Cambridge University att ta ett sabbatsår på grund av sin unga ålder. Han började då ägna sig åt datorspelsdesign vid Bullfrog Productions vilket han vann flera utmärkelser för. Han lämnade Bullfrog för att studera datavetenskap vid The Queen's College, Oxford. Hassabis blev fil.dr 2009 vid University College London.
År 2010 var han med och grundade maskininlärningsföretaget DeepMind, som köptes av Google 2014.
År 2020 presenterade Demis Hassabis och John Jumper en AI-modell kallad AlphaFold2. Med hjälp av den har de kunnat förutspå strukturen för i princip alla de 200 miljoner proteiner som forskare känner till. Sedan genombrottet har AlphaFold2 använts av mer än två miljoner personer från 190 länder. Med hjälp av AlphaFold2 kan forskare bland annat bättre förstå antibiotikaresistens och skapa bilder av enzymer som kan bryta ner plast.
Hassabis har fem gånger blivit världsmästare i Pentamind: 1998, 1999, 2000, 2001 och 2003.

## Utmärkelser
- Mullard Award,  2014[12]
- Nature's 10,  2016[13]
- Fellow of the Royal Academy of Engineering,  2017[14]
- Time 100,  2017[15]
- Kommendör av 2 klass av Brittiska imperieorden[16]
- Honoris causa,  2018
- Fellow of the Royal Society,  2018[17][18]
- Dan David-priset,  2020[19]
- BBVA Foundation Frontiers of Knowledge Award,  2022[20]
- Prinsessan av Asturiens pris för teknisk och vetenskaplig forskning,  2022
- Lovelace Medal,  2023[21]
- Albert Lasker Basic Medical Research Award,  2023[22]
- Breakthrough Prize i livsvetenskap,  2023[23]
- Gairdner Foundation International Award,  2023
- Knight Bachelor,  2024
- Nobelpriset i kemi, med  John M. Jumper och David Baker,  2024[24][25][26]
- Fellow of the Royal Society of Arts

[Redigera Wikidata]